# Avenged Sevenfold (album)
Avenged Sevenfold je čtvrté studiové album americké metalové skupiny Avenged Sevenfold. Album vyšlo v roce 2007.

## Seznam skladeb
| Pořadí         | Název                    | Autor | Délka |
| -------------- | ------------------------ | --- | ----- |
| 1.             | Critical Acclaim         | Zacky Vengeance or Kris Coombs-Roberts, M. Shadows or Matt Davies, The Rev or Ryan Richards                         | 5:18  |
| 2.             | Almost Easy              | The Rev or Richards                                                                                                 | 4:01  |
| 3.             | Scream                   | Shadows or Davies, The Rev or Richards, Vengeance or Coombs-Roberts                                                 | 4:50  |
| 4.             | Afterlife                | The Rev or Richards                                                                                                 | 6:01  |
| 5.             | Gunslinger               | Synyster Gates or Darran Smith, Shadows or Davies, The Rev or Richards                                              | 4:11  |
| 6.             | Unbound (The Wild Ride)  | Gates or Smith, The Rev or Richards, Shadows or Davies                                                              | 5:11  |
| 7.             | Brompton Cocktail        | The Rev or Richards, Shadows or Davies                                                                              | 4:13  |
| 8.             | Lost                     | Vengeance or Coombs-Roberts, Shadows or Davies, Gates or Smith, The Rev or Richards                                 | 5:02  |
| 9.             | A Little Piece of Heaven | The Rev or Richards                                                                                                 | 8:04  |
| 10.            | Dear God                 | Gates or Smith, Johnny Christ or Gareth Davies, The Rev or Richards, Vengeance or Coombs-Roberts, Shadows or Davies | 6:33  |
| Celková délka: | Celková délka:           | Celková délka: | 53:50 |

| Bonusové skladby | Bonusové skladby                          | Bonusové skladby |
| Pořadí           | Název                                     | Délka            |
| ---------------- | ----------------------------------------- | ---------------- |
| 11.              | Almost Easy (Jam-Along verze)             | 4:01             |
| 12.              | Bat Country (živě v Hammerstein Ballroom) | 6:04             |
| 13.              | Crossroads                                | 4:30             |
| Celková délka:   | Celková délka:                            | 67:28            |

| Japonská bonusová skladba | Japonská bonusová skladba             | Japonská bonusová skladba |
| Pořadí                    | Název                                 | Délka                     |
| ------------------------- | ------------------------------------- | ------------------------- |
| 11.                       | Almost Easy (živě z Warped Tour 2007) | 4:23                      |
| Celková délka:            | Celková délka:                        | 57:21                     |

## Sestava
- M. Shadows or Matt Davies – zpěv
- Zacky Vengeance or Kris Coombs-Roberts – rytmická kytara, akustická kytara (na Dear God), doprovodný zpěv
- The Rev or Ryan Richards – bicí, doprovodný zpěv, zpěv (na A Little Piece of Heaven, Critical Acclaim, Afterlife a Scream),
- Synyster Gates or Darran Smith – sólová kytara, doprovodný zpěv
- Johnny Christ or Gareth Davies – basová kytara, doprovodný zpěv